# Querido FBI
«Querido F.B.I.» es una canción del grupo de rap alternativo Calle 13. La canción fue grabada en septiembre de 2005 y lanzado a través de Internet 30 horas después de la muerte del líder revolucionario puertorriqueño Filiberto Ojeda Ríos en lo que parecía ser una incursión fallida en su casa. 

## Fondo
Mientras que Calle 13 se encontraba en medio de la grabación de su primer álbum, el líder del grupo revolucionario puertorriqueño conocido como Los Macheteros falleció durante una redada en su casa encabezada por el FBI, el 23 de septiembre de 2005. Ojeda Ríos era considerado un fugitivo por el FBI (que había estado escondido en varios lugares en Puerto Rico durante un período que duró exactamente 15 años) por negarse a someterse a la justicia por cargos emitidos en rebeldía después de un atraco a un banco en Hartford, Connecticut donde fue etiquetado como un conspirador. Aunque el grupo de Ojeda no había sido responsable de los actos delictivos durante los trece años antes de la redada, las autoridades locales de aplicación de la ley había dado a su caso una baja prioridad, los agentes federales de aplicación de la ley insisten en la búsqueda de Ojeda. El momento de la redada (que coincidió con el aniversario del Grito de Lares, el evento de mayor éxito relacionados con el movimiento independentista de Puerto Rico), llevó una cantidad considerable de la población de Puerto Rico a especular que el evento contó con el doble propósito de matar a Ojeda y dar al movimiento independentista en Puerto Rico un castigo ejemplar.

## La canción
Molesto por la acción del FBI, Residente (cantante de Calle 13) escribió una canción sobre lo que pasó y le pidió a su sello discográfico, White Lion Records, que les permitiera el lanzamiento al público del sencillo a través de Internet unas treinta horas después de la muerte de Ojeda.  
La canción comienza con una llamada de atención dirigida a las personas de todas las clases sociales en Puerto Rico. Residente a continuación, describe su enfado considerable en contra de lo que había sucedido a Ojeda, y la forma en que eso representa una humillación para los puertorriqueños (“(A) nuestra bandera la han llena'o de mea'o”). También muestra las preocupaciones políticas de Calle 13, como lo demuestran sus alusiones al 11 de septiembre y a la participación del Gobierno de EE. UU. en la Masacre de Ponce y en el asesinato del Cerro Maravilla de dos miembros del Movimiento de Independencia de Puerto Rico. 
La canción sugiere poner fin a la intervención militar y de la policía federal de Estados Unidos en Puerto Rico mediante la participación de todos los habitantes del país, pero sobre todo de los habitantes de la vivienda pública, residentes de los "caseríos" quienes normalmente luchan entre sí en escaramuzas urbanas relacionadas con la delincuencia, pero que tienen a los oficiales federales como enemigo común. 
El dúo fue criticado por algunos que creían que la letra promueve la violencia contra las autoridades de los EE. UU. (por ejemplo: "hoy me disfrazo de machetero / y esta noche voy a ahorcar a diez marineros" como también "Y por eso protesto (...) Y hasta por un septiembre 11.") Calle 13 declaró que la canción no estaba destinada a ser tomada literalmente y simplemente simbolizaba su frustración con el asesinato de Ojeda.
La letra también incluye la frase "Sin cojones la radio y las ventas, White Lion me dio pasaporte para tirar este corte" evidenciando la intención de Residente de que la canción sea distribuida gratiutamente con permiso de su sello discográfico.